# U-80 (1941)
U-80 — средняя немецкая подводная лодка типа VIIC времён Второй мировой войны.

## История
Заказ на постройку субмарины был отдан 25 января 1939 года. Лодка была заложена 17 апреля 1940 года на верфи Бремен-Вулкан под строительным номером 8, спущена на воду 11 февраля 1941 года. Лодка вошла в строй 8 апреля 1941 года под командованием обер-лейтенанта Георга Штаатса (кавалер Рыцарского железного креста)

### Командиры
- 8 апреля 1941 года — 5 октября 1941 года обер-лейтенант цур зее Георг Штаатс (кавалер Рыцарского железного креста)
- 6 октября 1941 года — 4 мая 1942 года Ганс Бенкер
- 5 мая 1942 года — 22 ноября 1942 года Оскар Курио
- 23 ноября 1942 года — 30 сентября 1943 года обер-лейтенант цур зее Ганс-Адольф Исермейер
- 1 октября 1943 года — 28 ноября 1944 года капитан-лейтенант Ганс Кирле

### Флотилии
- 8 апреля — 30 апреля 1941 года — 1-я флотилия (учебная)
- 1 мая 1941 года — 31 марта 1942 года — 26-я флотилия (учебная)
- 1 апреля 1942 года — 31 августа 1943 года — 24-я флотилия (учебная)
- 1 сентября — 30 ноября 1943 года — 23-я флотилия (учебная)
- 1 декабря 1943 года — 28 ноября 1944 года — 21-я флотилия (учебная)

### История службы
Из-за нехватки торпедных аппаратов, U-80 получила вместо пяти аппаратов лишь три: два носовых и кормовой. Поэтому лодка не совершала боевых походов и в течение всей карьеры использовалась как учебная. Затонула 28 ноября 1944 года к западу от Пиллау, в районе с приблизительными координатами 54°25′ с. ш. 19°50′ в. д. в результате аварии при погружении. 50 погибших (весь экипаж).